# Nhóm Cairns

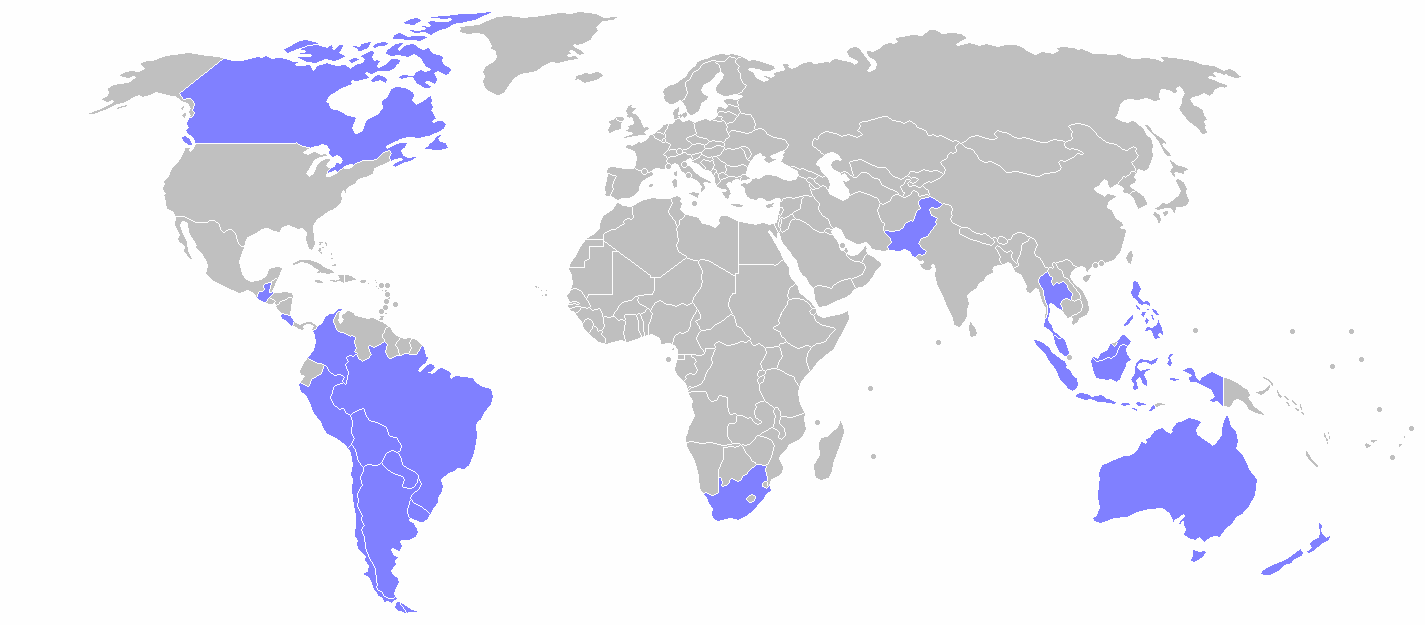
Các nước thành viên của Nhóm Cairns

Nhóm Cairns là một liên minh gồm 18 nước xuất khẩu hàng nông sản, bao gồm: Argentina, Úc, Bolivia, Brasil, Canada, Chile, Colombia, Costa Rica, Guatemala, Indonesia, Malaysia, New Zealand, Pakistan, Paraguay, Philippines, Nam Phi, Thái Lan và Uruguay. Nhóm được lấy tên theo thành phố Cairns thuộc bang Queensland của Úc, nơi diễn ra Hội nghị Bộ trưởng lần đầu tiên của các nước trong nhóm. Đây là một liên minh có tiếng nói quan trọng trong các cuộc đàm phán thương mại của Tổ chức Thương mại Thế giới (WTO).

## Mục tiêu
Mục tiêu của Nhóm Cairns là thúc đẩy thương mại tự do các mặt hàng nông sản thông qua đàm phán đa phương, đặc biệt là trong khuôn khổ của Tổ chức Thương mại Thế giới. Cụ thể, các nước trong nhóm hướng đến việc xóa bỏ trợ cấp xuất khẩu và các khoản trợ cấp nội địa làm biến dạng thương mại (các khoản trợ cấp nằm trong "Hộp Hổ phách" của Hiệp định về Nông nghiệp), cũng như giảm bớt các rào cản thuế quan vầ phi thuế quan đối với hàng nông sản xuất khẩu.

## Tổ chức
Kể từ khi được thành lập vào năm 1986, Nhóm Cairns hợp tác thông qua các cuộc gặp cấp bộ trưởng được tổ chức ít nhất 1 lần mỗi năm. Cho đến 31 tháng 12 năm 2005, Nhóm Cairns đã tổ chức 28 cuộc họp cấp bộ trưởng riêng rẽ hoặc bên lề các cuộc đàm phán thương mại của GATT và sau này là WTO. Các cuộc họp này bàn về việc thống nhất phương hướng và hành động của các thành viên trong các cuộc đàm phán thương mại đó.

## Kết quả hoạt động
Các nước thành viên của Nhóm Cairns đã đóng góp tích cực vào những kết quả quan trọng của Vòng đàm phán Uruguay, đặc biệt là trong lĩnh vực nông nghiệp. Những kết quả đó bao gồm các cam kết về việc thuế hóa những hạn chế số lượng trong nhập khẩu hàng nông sản, giảm trợ cấp xuất khẩu và trợ cấp nội địa. Nhóm Cairns cũng thành công trong việc yêu cầu Liên minh châu Âu phải có cải cách về chính sách nông nghiệp, và thắt chặt các quy định kiểm soát việc đưa ra các biện pháp vệ sinh kiểm dịch. Tại Vòng đàm phán Doha, Nhóm Cairns cũng đã có nhiều đề xuất đàm phán nhằm thúc đẩy tự do hóa hàng nông sản hơn nữa.

## Các nước đối lập
Tại Vòng đàm phán Doha đang diễn ra, những đề nghị về thương mại tự do của Nhóm Cairns vấp phải sự phản đối của một số nước thành viên khác muốn giữ mức bảo hộ cao đối với lĩnh vực nông nghiệp, coi chính sách nông nghiệp là cần thiết để đảm bảo công bằng trong phân phối thu nhập. Những thành viên phản đối mạnh mẽ các đề xuất của Nhóm Cairns bao gồm Liên minh châu Âu, Nhật Bản, Na Uy, Hàn Quốc, Thụy Sĩ và Hoa Kỳ.